# Belarussisch-ecuadorianische Beziehungen
Die Anfänge der Ecuadorianisch-belarussische Beziehungen gehen ins Jahr 1993 zurück.

## Geschichte
Am 5. September 1993 nahmen die Regierungen von Aljaksandr Lukaschenka und Sixto Durán Ballén diplomatische Beziehungen auf. 1997, zwei Jahre nach dem Cenepa-Krieg, verkaufte Aljaksandr Lukaschenka der Regierung Peru unter Alberto Fujimori, dem ehemaligen Kriegsgegner und direkten Nachbarn Ecuadors, achtzehn Kampfflugzeuge vom Typ Mikojan-Gurewitsch MiG-29.
In der Regierungszeit von Rafael Correa (15. Januar 2007 bis zum 24. Mai 2017) erlebte die politische Konjunktur der beiden Regierungen einen Höhepunkt, der zum wechselseitigen Einrichten von Botschaften führte. Wirtschaftlich war eine Kooperation im Bereich der Produktion von Baugeräten angedacht. Die beiden Regierungen unterzeichneten am 20. Juni 2014 in Quito ein Abkommen, das die Verregelung des wechselseitigen Reiseregimes begründete. Es wurde am 29. Dezember 2014 durch ein belarussisches Gesetz ratifiziert.
2014 eröffnete Belarus in Quito eine Botschaft. Der ecuadorianische Botschafter in Moskau ist auch in Minsk akkreditiert. Von 19. September 2014 bis 5. September 2018 hatte der ecuadorianischen Botschafter seinen Sitz in Minsk.
Seit Beginn der Amtszeit von Lenín Moreno als Präsident Ecuadors 2017 wurde der Unterhalt von Botschaften auf Staaten beschränkt, welche in der Handelsbilanz auftauchen.